# Хашим Мастур
Хашим Мастур (араб. هاشم مستور, нар. 14 червня 1998, Реджо-нель-Емілія) — марокканський футболіст, півзахисник, нападник клубу «Уньйон Туарга».
Виступав, зокрема, за клуб «Мілан», а також національну збірну Марокко.

## Клубна кар'єра
Народився 14 червня 1998 року в місті Реджо-нель-Емілія. Вихованець юнацьких команд футбольних клубів «Реджяна» та «Мілан».
У дорослому футболі дебютував 2013 року виступами за команду «Мілан», у якій провів два сезони. 
Згодом з 2015 по 2023 рік грав у складі команд «Малага», «Зволле», «Мілан», «Ламія», «Реджина», «Карпі» та «Ренессанс Земамра».
До складу клубу «Уньйон Туарга» приєднався 2023 року.

## Виступи за збірні
У 2013 році дебютував у складі юнацької збірної Італії (U-16), загалом на юнацькому рівні взяв участь у 6 іграх, відзначившись одним забитим голом.
Протягом 2015–2016 років залучався до складу молодіжної збірної Марокко. На молодіжному рівні зіграв у 2 офіційних матчах.
У 2015 році дебютував в офіційних матчах у складі національної збірної Марокко.
| Дата      | Місто  | Господарі | Результат | Гості | Турнір                                  | Голи | Примітки |
| --------- | ------ | --------- | --------- | ----- | --------------------------------------- | ---- | -------- |
| 12-6-2015 | Агадір | Марокко   | 1 – 0     | Лівія | Відбір до Кубка африканських націй 2017 | -    | 90'      |
| Усього    |        | Матчів    | 1         |       | Голів                                   | 0    |          |